# ゼイタクビョウ
『ゼイタクビョウ』は、2007年11月21日(限定盤)、2008年1月1日に、日本のロックバンドONE OK ROCKがリリースしたメジャー1枚目のアルバム。

## 概要
- メジャーデビュー後、初のアルバムである。
- 2007年11月21日に発売された限定盤はスペシャルプライスとして、2000円と通常盤より500円安く発売された。
- 「ゼイタクビョウ」というタイトルには、色々なジャンルの曲が入っている贅沢なアルバムであること、そしてこの贅沢なアルバムを聴いた人がお腹いっぱいになって卒倒してしまうだろうという少々ひねくれた意味が込められている。
- 2022年9月9日にリリースされたアルバム｢Luxury Disease｣ は本タイトルを英訳したものである｡

## 収録曲
1. 内秘心書
作詞・作曲：Taka 編曲：ONE OK ROCK、是永巧一
1stシングル。シングル版に比べ、間奏が少し長くなっている。またアウトロが次曲へと繋げられている。
2. Borderline
作詞・作曲：Toru 編曲：ONE OK ROCK、是永巧一
3. (you can do) everything
作詞・作曲：Taka 編曲：ONE OK ROCK、平出悟
4. 夜にしか咲かない満月
作詞・作曲：Taka 編曲：平出悟
5. 努努-ゆめゆめ-
作詞・作曲：Toru/Taka 編曲：ONE OK ROCK、平出悟
2ndシングル。
6. カゲロウ
作詞：Taka 作曲:Taka/Alex 編曲：ONE OK ROCK、松井敬治
7. Lujo
作詞：Toru/Taka 作曲：Alex/Ryota/Tomoya 編曲：ONE OK ROCK、iNA
曲名はスペイン語で「贅沢」という意味。
8. ケムリ
作詞・作曲：Toru 編曲：ONE OK ROCK、平出悟
9. 欲望に満ちた青年団
作詞・作曲：Taka 編曲：是永巧一
10. エトセトラ
作詞：Taka 作曲：Taka/Alex 編曲：ONE OK ROCK、平出悟
3rdシングル。
11. A new one for all, All for the new one
作詞：Taka 作曲：ONE OK ROCK 編曲：ONE OK ROCK、是永巧一
メジャーデビュー日に亡くなったディレクター、中村新一にむけて作られた楽曲。

## 参加ミュージシャン
- Kazoo：Wurlitzer (9), Acoustic Guitar, Backing Vocals (11)